# 흥화 (기업)
주식회사 흥화는 대한민국의 건설회사다.

## 역사
- 1940년 - 창립
- 1940년 ~ 1942년 - 대동강교, 압록강교, 남한강교, 임진강교 건설
- 1943년 ~ 1944년 - 한강철교, 낙동강교 건설
- 1970년 - 흥화공업 설립 (흥화공작소와 일본 마루베니사와 합작)
- 1980년 - 올림픽경기장 건설공사
- 2009년 - 지금의 사명변경